# Jizerskohorské bučiny
Jizerskohorské bučiny este o arie protejată (arie specială de conservare — SAC, sit de importanță comunitară — SCI) din Republica Cehă întinsă pe o suprafață de 3.536,96 ha, integral pe uscat.

## Localizare
Centrul sitului Jizerskohorské bučiny este situat la coordonatele 50°51′46″N 15°09′58″E / 50.862778°N 15.166111°E.

## Înființare
Situl Jizerskohorské bučiny a fost declarat sit de importanță comunitară în aprilie 2005 pentru a proteja un număr necunoscut de specii din flora spontană și fauna sălbatică aflate în arealul zonei. Situl a fost protejat și ca arie specială de conservare în iulie 2012.

## Biodiversitate
Situată în ecoregiunea continentală, aria protejată conține 5 habitate naturale: Păduri de fag Asperulo-Fagetum, Pante stâncoase silicioase cu vegetație casmofită, Păduri de fag subalpine medio-europene cu Acer și Rumex arifolius, Păduri de fag Luzulo-Fagetum, Păduri pe pante, grohotișuri și ravene de Tilio-Acerion.
La baza desemnării sitului se află un număr nedeclarat de specii protejate.